# 大韓民国の政治
大韓民国の政治（だいかんみんこくのせいじ）では、大韓民国（韓国）の政治体制について記述する。韓国では、軍政期を除いて、建国以来一貫して共和、憲政体制を採用している。主にアメリカ合衆国の政治体制を参照しており、行政、立法、司法の三権分立による政治体系である。

## 憲法
国家体制（政治体制）を定める憲法は、大韓民国憲法である。建国直前の1948年7月17日に採択され、当初から一貫して、統治機構は国会、裁判所、行政府が立法、司法、行政の職能をそれぞれ行使する三権分立体制を規定している。
制定以降、憲法は9回の改憲を経て現在に至っている。特に、国家体制を大きく変えた5回の改憲は韓国憲政の歴史的な一区切りとされ、それぞれの時期に存続していた憲法は第一憲法 - 第六憲法と呼称されている。それにともない、各憲法に基づいて構成されていた政体も、第一共和国 - 第六共和国と呼称されている。しかし、歴代改憲の中には、大統領が政治的な事件を引き起こし、再任を求めて実施した事例もある。そのため、幾多にもわたる改憲は、韓国が反復的な体制改革を進行させ、徐々に大統領の権威主義的体制から民主的体制へと向かった歴史を反映している。
現在の憲法は第六共和国憲法（第六憲法）と呼ばれ、1987年10月29日に採択された。この憲法は、5年毎の直接選挙による大統領選出を定めているほか、大統領の再選禁止など大統領権力に対する制限も数多く設けられており、韓国憲政史上最も民主主義的な体制（民主主義の実施保証）を規定した内容とされている。第六共和国憲法に基づいた第六共和国は、1988年2月25日に盧泰愚が大統領に就任して以来、今日まで持続している。

## 行政

### 大統領・国務会議
行政権は大韓民国政府（行政府）にある。行政府は、直接選挙で選ばれる大統領が統率し、国会（立法府）が法律として定めた事案などを処理する。大統領は、国会の同意を得て国務総理（首相）を任命し、自らが議長となる国務会議（内閣）の助力を得ながら行政を執行する。国務総理は、行政に関する大統領の命令によって、行政機関（部処庁）を統括する。

### 行政機関

韓国の行政機関のシンボルマーク（2016年～）

韓国の国家行政機関は、部処庁（日本の省庁に相当）と独立委員会に大別される。部処庁は、19部3処19庁から成り立っており、各機関の長官は国務会議（内閣）の国務委員となる。また、独立委員会は部処庁とは別途に存在する機関であり、大統領と国務総理の直属機関、およびその他委員会に分けられる。その他委員会は更に、常駐独立委員会と一時的組織とに大別される。
部処庁
- 19部：企画財政部、教育部、科学技術情報通信部、外交部、統一部、法務部、国防部、行政安全部、国家報勲部、文化体育観光部、農林畜産食品部、産業通商資源部、保健福祉部、環境部、雇用労働部、女性家族部、国土交通部、海洋水産部、中小ベンチャー企業部
- 3処：人事革新処、法制処、食品医薬品安全処
- 19庁：国税庁、関税庁、調達庁、統計庁（以上企画財政部管轄）、在外同胞庁（以上外交部管轄）、検察庁（以上法務部管轄）、兵務庁、防衛事業庁（以上国防部管轄）、警察庁、消防庁（以上行政安全部管轄）、文化財庁（以上文化体育観光部管轄）、農村振興庁、山林庁（以上農林畜産食品部管轄）、特許庁（以上産業通商資源部管轄）、疾病管理庁（以上保健福祉部管轄）、気象庁（以上環境部管轄）、海洋警察庁（以上海洋水産部管轄）、行政中心複合都市建設庁、セマングム開発庁
- かつて存在していた部処庁:未来創造科学部、中小企業庁、消防防災庁、国民安全処、国家報勲処

独立委員会
- 大統領直属機関：大統領秘書室、国家安保室、大統領警護処、監査院、国家情報院、国家安全保障会議、民主平和統一諮問会議、国民経済諮問会議、国家科学技術諮問会議、中小企業特別委員会、労使政委員会、放送通信委員会
- 国務総理直属機関：国務調整室、国務総理秘書室、公正取引委員会、金融委員会、国民権益委員会、原子力安全委員会、済州四・三事件真相糾明及び犠牲者名誉回復委員会、以北五道委員会
- その他委員会

- 常駐独立委員会：国家人権委員会

### 国務会議
国務会議は、大韓民国憲法に基づき、政府の権限に属する重要な政策を審議する機関として設けられている（憲法第88条第1項）。議長は、大統領、副議長は、国務総理が務め、15人以上30人以下の国務委員によって構成されている（第88条第2項、及び第3項）。
憲法は、以下の17事項を審議の対象としている。
1. 国政の基本計画、および政府の一般政策
2. 宣戦、講和など、重要な外交政策
3. 憲法改正案、国民投票案、条約案、法律案、および大統領令案（大統領の命令については、大統領 (大韓民国)#大統領の権限および義務参照）
4. 予算案、決算、国有財産処分の基本計画、国の負担となる契約など、財政関連の重要事項
5. 大統領の緊急命令、緊急財政経済処分、および命令、戒厳と、それらの解除（大統領 (大韓民国)#大統領の権限および義務参照）
6. 軍事に関する重要事項
7. 国会の臨時会集会要求
8. 栄典授与
9. 赦免、減刑、および復権
10. 行政各部処庁間の権限の画定
11. 政府内の権限の委任、配定に関する基本計画
12. 国政処理状況の評価、分析
13. 行政各部処庁の重要な政策樹立、および調整
14. 政党解散の提訴
15. 政府に提出、回付された政府の政策に関係する請願の審査
16. 検察総長、合同（韓国全軍）参謀議長、各軍（陸・海・空軍）参謀総長、国立大学校総長、大使、その他法律が定めた公務員、および国営企業体管理者の任命
17. 1 - 14項目の他に、大統領、国務総理、または国務委員が提出した事項

国務会議の決議に基づく政府の行為については、大統領と列席した国務総理及び国務委員が連帯して責任を負うものではなく、理論上は政府の長として行政全般についての最高責任者の地位にある大統領が責任を負うものとされており、同会議の審議を経ない行為は適法性を欠き無効とされるものの、同会議の決議は大統領の権限に対する法的な拘束力を発生させるものではなく、あくまで大統領の最高諮問機関としての位置付けに近い存在である。ただし、大統領と国会の協働関係を取り持ち、国会の直接または間接の信任を得た国務総理と国務委員は、大統領が国会と対立せずに自身の施政方針を全うする上で軽視できない存在となっており、実務上では国務会議の決議は最大限の尊重を受けている。

### 地方行政
韓国の地方行政制度は憲法第118条第2項の「地方自治団体の組織及び運営に関する事項は法律で定める」を根拠とする地方自治法に基づいている。地方自治団体としては広域自治団体（特別市・広域市・道・特別自治道）と基礎自治団体（市・郡・自治区）からなる2層構造であるが、行政組織として基礎自治体の下に邑・面・洞が設置されているため、行政組織から見た場合は3層構造となっている。

## 立法
立法権は、国会（立法府）にある。当初は民議院と参議院からなる両院制であったが、一院制に移行した。
2004年4月に議席数が273議席から299議席へと、2012年2月に議席数が299議席から300議席へと増やされた。大統領弾劾の訴追する権限を有する。（→弾劾詳細は国会 (大韓民国)を参照）
韓国は複数政党制を採用しており、幾つかの主要政党が合作して国会の職務を執行している。2022年現在、保守・新自由主義政党の国民の力（与党）と中道左派の共に民主党（野党）による二大政党制となっている（他にも左派の正義党など、いくつか議席を持つ政党がある）。

## 司法
韓国では、司法権を有する裁判所（司法府）を法院（법원）と呼ぶ。最高裁判所は大法院（대법원）と呼ばれ、首都であるソウル特別市の瑞草区に所在している（2007年時点）。特別裁判所である憲法裁判所（헌법재판소）は大法院と同等の地位を有し、大法院は憲法裁判所の判決を覆すことはできない。大法院の下には高等法院（고등법원、高等裁判所）があり、5つの主要都市に置かれている。高等法院の下には地方法院（지방법원、地方裁判所）があり、全国に配置されている。他に、家庭法院（가정법원、家庭裁判所）も存在する。民事、刑事ともに、事件は最初に地方法院で扱われ、日本と同様に三審制が採られている。なお、各裁判所の設置場所は以下の通り。
- 大法院：ソウル特別市瑞草区（2005年時点）
- 憲法裁判所：ソウル特別市鐘路区（2025年時点）
- 高等法院：ソウル特別市、光州広域市、大邱広域市、大田広域市、釜山広域市
- 地方法院：国内各地の主だった都市

司法分野では、特別裁判所である憲法裁判所による憲法裁判の制度も定められており、以下のような機能を果たしている。
1. 他の裁判所から求められた場合に、法律の合憲性を判断する（違憲立法審査権）。
2. 裁判官を弾劾する。
3. 国会で弾劾訴追された場合に、大統領の弾劾裁判を実施する（詳細は大統領 (大韓民国)#弾劾参照）。
4. 政党への解散命令を出す。

### 大法院
大法院は、「法院組織法」第4条2項に基づき、大法院長（日本の最高裁長官に相当）を含む14人の裁判官で構成されている。大法院には、司法行政事務を管掌する法院行政処が設置されており、全裁判官の人事と、司法府の行政を管轄している。現在は、第17代大法院長の曺喜大が司法府を率いている。
| #  | 氏名   | 任期                   | 憲政期                       |
| -- | ------ | ---------------------- | ---------------------------- |
| 1  | 金炳魯 | 1948年8月 - 1957年12月 | 第一共和国                   |
| 2  | 趙容淳 | 1958年6月 - 1960年5月  | 同上                         |
| 3  | 趙鎮満 | 1961年6月 - 1964年1月  | 第二共和国→軍政期→第三共和国 |
| 4  | 趙鎮満 | 1964年1月 - 1968年10月 | 同上                         |
| 5  | 閔復基 | 1968年10月 - 1973年3月 | 同上→第四共和国              |
| 6  | 閔復基 | 1973年3月 - 1978年12月 | 同上                         |
| 7  | 李英燮 | 1979年3月 - 1981年4月  | 同上→第五共和国              |
| 8  | 兪泰興 | 1981年4月 - 1986年4月  | 同上                         |
| 9  | 金容喆 | 1986年4月 - 1988年6月  | 同上→第六共和国              |
| 10 | 李一珪 | 1988年7月 - 1990年12月 | 同上                         |
| 11 | 金徳柱 | 1990年12月 - 1993年9月 | 同上                         |
| 12 | 尹錧   | 1993年9月 - 1999年9月  | 同上                         |
| 13 | 崔鍾泳 | 1999年9月 - 2005年9月  | 同上                         |
| 14 | 李容勲 | 2005年9月 - 2011年9月  | 同上                         |
| 15 | 梁承泰 | 2011年9月 - 2017年9月  | 同上                         |
| 16 | 金命洙 | 2017年9月 - 2023年12月 | 同上                         |
| 17 | 曺喜大 | 2023年12月 - 現職      | 同上                         |